# Municipio de Jasper (condado de Ozark)
El municipio de Jasper (en inglés: Jasper Township) es un municipio ubicado en el condado de Ozark en el estado estadounidense de Misuri. En el año 2010 tenía una población de 703 habitantes y una densidad poblacional de 8,93 personas por km².

## Geografía
El municipio de Jasper se encuentra ubicado en las coordenadas 36°34′53″N 92°36′13″O / 36.58139, -92.60361. Según la Oficina del Censo de los Estados Unidos, el municipio tiene una superficie total de 78.75 km², de la cual 70,86 km² corresponden a tierra firme y (10,02 %) 7,89 km² es agua.

## Demografía
Según el censo de 2010, había 703 personas residiendo en el municipio de Jasper. La densidad de población era de 8,93 hab./km². De los 703 habitantes, el municipio de Jasper estaba compuesto por el 97,58 % blancos, el 0,14 % eran afroamericanos, el 1 % eran amerindios, el 0,43 % eran de otras razas y el 0,85 % eran de una mezcla de razas. Del total de la población el 0,57 % eran hispanos o latinos de cualquier raza.